# Гемстед-гіт (станція)
51°33′19″ пн. ш. 0°09′55″ зх. д. / 51.5553° пн. ш. 0.1654° зх. д.
Гемстед-гіт (англ. Hampstead Heath) — станція Північно-Лондонської лінії, London Overground, National Rail. Розташована у 2-й тарифній зоні, боро Кемден, Великий Лондон, між станціями Фінчлі-роуд-енд-Фрогнал та Госпел-Оук. Пасажирообіг на 2019 — 3.570 млн осіб
Конструкція станції — наземна відкрита з двома береговими платформами.
- 2 січня 1860:відкриття станції

## Пересадки
- на автобуси оператора London Buses маршрутів: 24, 46, 168, 268 та C11.

## Послуги
| Попередня станція       | Лінія | Лінія                                       | Лінія | Наступна станція |
| ----------------------- | ----- | ------------------------------------------- | ----- | ---------------- |
| Фінчлі-роуд-енд-Фрогнал |       | London Overground Північно-Лондонська лінія |       | Госпел-Оук       |